# لوتشيانو بونابرت
لوتشيانو بونابرت (بالفرنسية: Lucien Bonaparte )‏ (و. 1775 – 1840 م) هو سياسي، ودبلوماسي، وكاتب، من فرنسا، ولد في أجاكسيو، وكان عضوًا في أكاديمية اللغة الفرنسية (منذ 28 يناير 1803)، والمعهد الألماني للآثار، توفي في فيتيربو، عن عمر يناهز 65 عاماً، بسبب سرطان المعدة.

## مناصب
تولى منصب وزير الداخلية (25 ديسمبر 1799–7 نوفمبر 1800)، وPeer of France ‏، وmember of the Sénat conservateur ‏، ونائب فرنسي.

## معرض صور

## جوائز
حصل على جوائز منها:
- الضابط الأكبر من وسام جوقة الشرف.

## روابط خارجية
- لوتشيانو بونابرت على موقع الموسوعة البريطانية (الإنجليزية)